# Walter Rosenblum
Walter Rosenblum (* 1. Oktober 1919 in New York; † 23. Januar 2006) war ein US-amerikanischer Fotograf und Hochschullehrer, der für seine dokumentarischen Arbeiten bekannt ist. Er war Mitglied der Photo League in New York. Die Photo League war eine Organisation von Fotografen in New York City, die sich der Dokumentation des Lebens in den Arbeitervierteln widmete. Sie wurde 1936 gegründet und bot ihren Mitgliedern Schulungen, Ausstellungsräume und eine Plattform für den Austausch über soziale und kreative Themen. Die Photo League spielte eine wichtige Rolle bei der Entwicklung der sozialdokumentarischen Fotografie in den USA. Seine Fotografien umfassen bedeutende Ereignisse des 20. Jahrhunderts, darunter die Landung in der Normandie am D-Day und die Befreiung des Konzentrationslagers Dachau.

## Leben
Walter Rosenblum wurde als Sohn rumänisch-jüdischer Einwanderer in New York geboren. Mit 17 Jahren trat er der New York Photo League bei, einer Organisation von Fotografen, die das Leben der Arbeiterklasse dokumentieren wollten. Dort studierte er unter anderem bei Paul Strand und lernte Lewis Hine kennen. 1941 wurde er Präsident der Photo League. Während des Zweiten Weltkriegs diente Rosenblum als Fotograf im US Army Signal Corps. Er landete am D-Day in der Normandie und dokumentierte die Befreiung des Konzentrationslagers Dachau. Für seine Verdienste wurde er mit dem Silver Star, dem Bronze Star, dem Purple Heart und der Presidential Unit Citation ausgezeichnet.
Nach dem Krieg begann Rosenblum 1947 eine Lehrtätigkeit am Brooklyn College, die er 40 Jahre lang ausübte. Er unterrichtete auch an der Yale Summer School of Art und an der Cooper Union. 1980 erhielt er ein Guggenheim-Stipendium für sein Projekt People of the South Bronx.
Walter Rosenblum war mit Naomi Rosenblum verheiratet, einer renommierten Fotohistorikerin und Autorin von A World History of Photography und A History of Women Photographers. Gemeinsam kuratierten sie internationale Ausstellungen, darunter eine Retrospektive über Lewis Hine. 1998 erhielt er zusammen mit seiner Frau den Infinity Award for Lifetime Achievement des International Center of Photography.

## Werk
Walter Rosenblums fotografisches Werk ist von einer humanistischen Perspektive geprägt. Er dokumentierte das Leben von Einwanderern in Amerika, die Auswirkungen des Zweiten Weltkriegs, spanische Bürgerkriegsflüchtlinge sowie den Alltag in East Harlem, Haiti, Europa und der South Bronx. Seine Fotografien sind in über 40 internationalen Sammlungen vertreten, darunter das J. Paul Getty Museum, die Library of Congress, die Bibliothèque nationale de France und das Museum of Modern Art in New York.